# 齐植兰
齐植兰（1932年—），女，天津人，中国数学家，曾任天津大学数学系系主任、教授、硕士生导师，中国数学会理事。